# Superliner

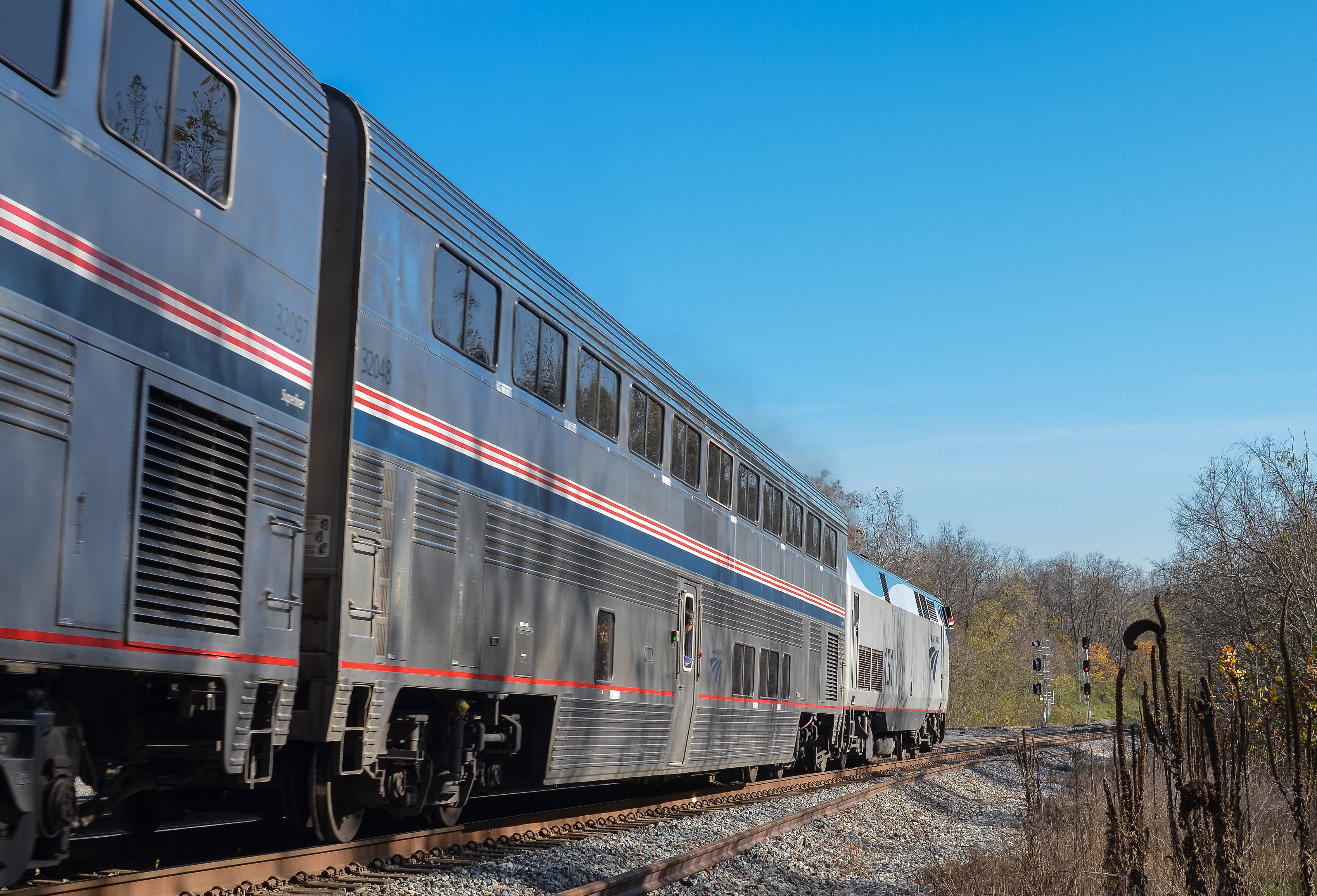
Superliner-Schlafwagen im Capitol Limited

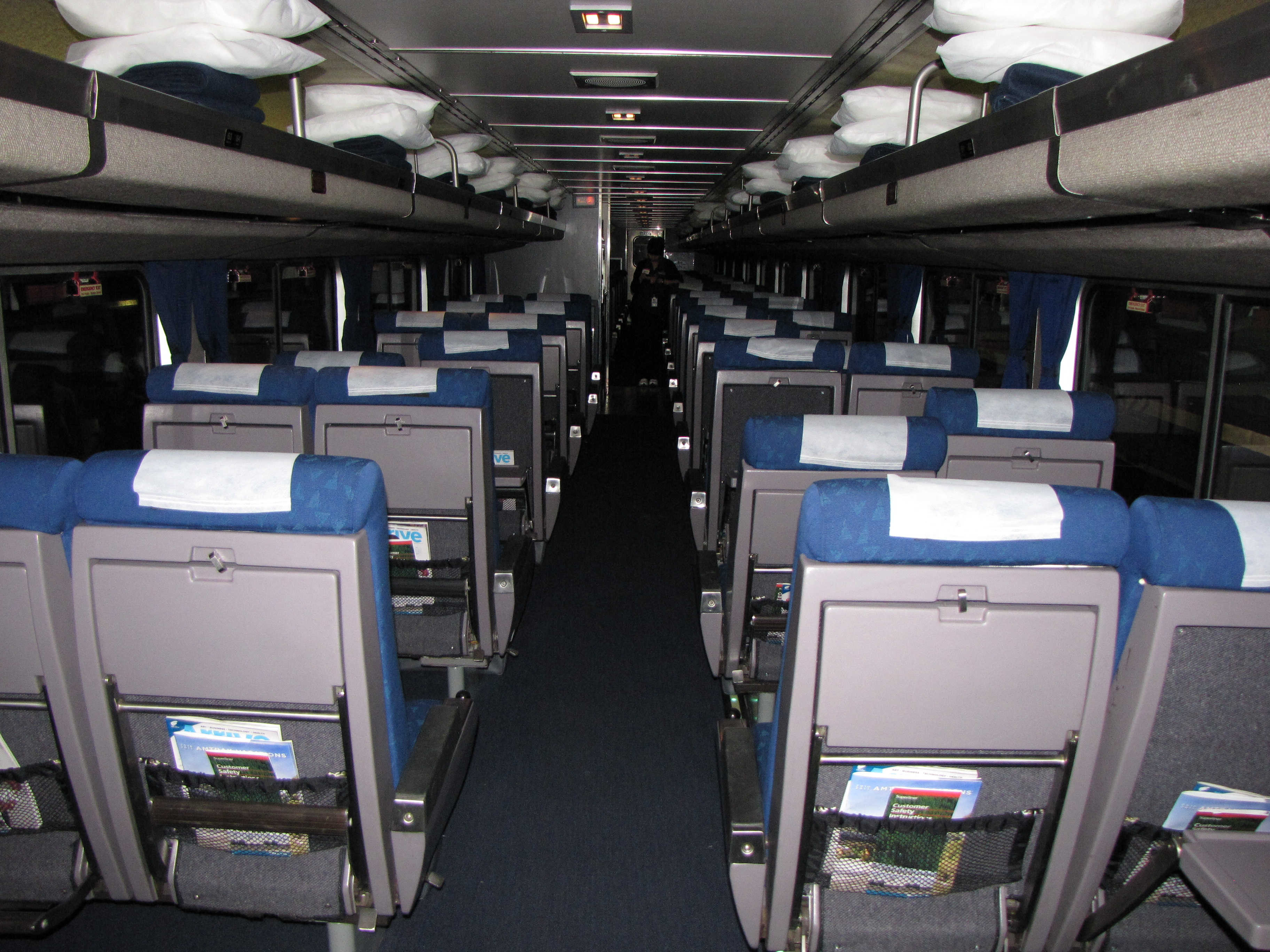
Innenraum eines Superliner-Sitzwagens

Superliner sind Doppelstockwagen der US-amerikanischen Bahngesellschaft Amtrak. Amtrak setzt diese Wagen auf allen Fernzügen westlich des Mississippi River sowie dem City of New Orleans (Chicago–New Orleans), dem Capitol Limited und dem Auto Train ein. Die erste Serie (Superliner I) wurde 1978 bis 1981 von Pullman-Standard geliefert, die zweite Serie (Superliner II) 1993 bis 1995 von Bombardier Transportation, diese Wagen wurden in Barre, Vermont gebaut.
Die Superliner sind eine Weiterentwicklung der seit 1954 von der Atchison, Topeka and Santa Fe Railway betriebenen Hi-Level-Wagen und lösten im Fernverkehr die Wagen der Vorgängergesellschaften der Amtrak (Heritage Fleet) ab.
Die Wagen sind größer und schwerer als andere Amtrak-Wagen. Sie sind 85 Fuß (25 908 mm) lang, 10 Fuß, 2 Inches (3099 mm) breit und 16 Fuß, 2 Inches (4928 mm) hoch. Im Schnitt wiegen diese Wagen 157 000 amerikanische Pfund (71 Tonnen). Der Übergang zwischen den Wagen befindet sich im oberen Stockwerk. Superliner-Wagen sind für 161 km/h (100 miles/h) zugelassen. Die Drehgestelle der Superliner-I-Wagen wurden ab 1976 von Waggon Union aus Siegen in die USA geliefert und sind Minden-Deutz-Drehgestelle der Bauart MD76, die für erhöhte Radsatzlasten angepasst wurden.

## Typen

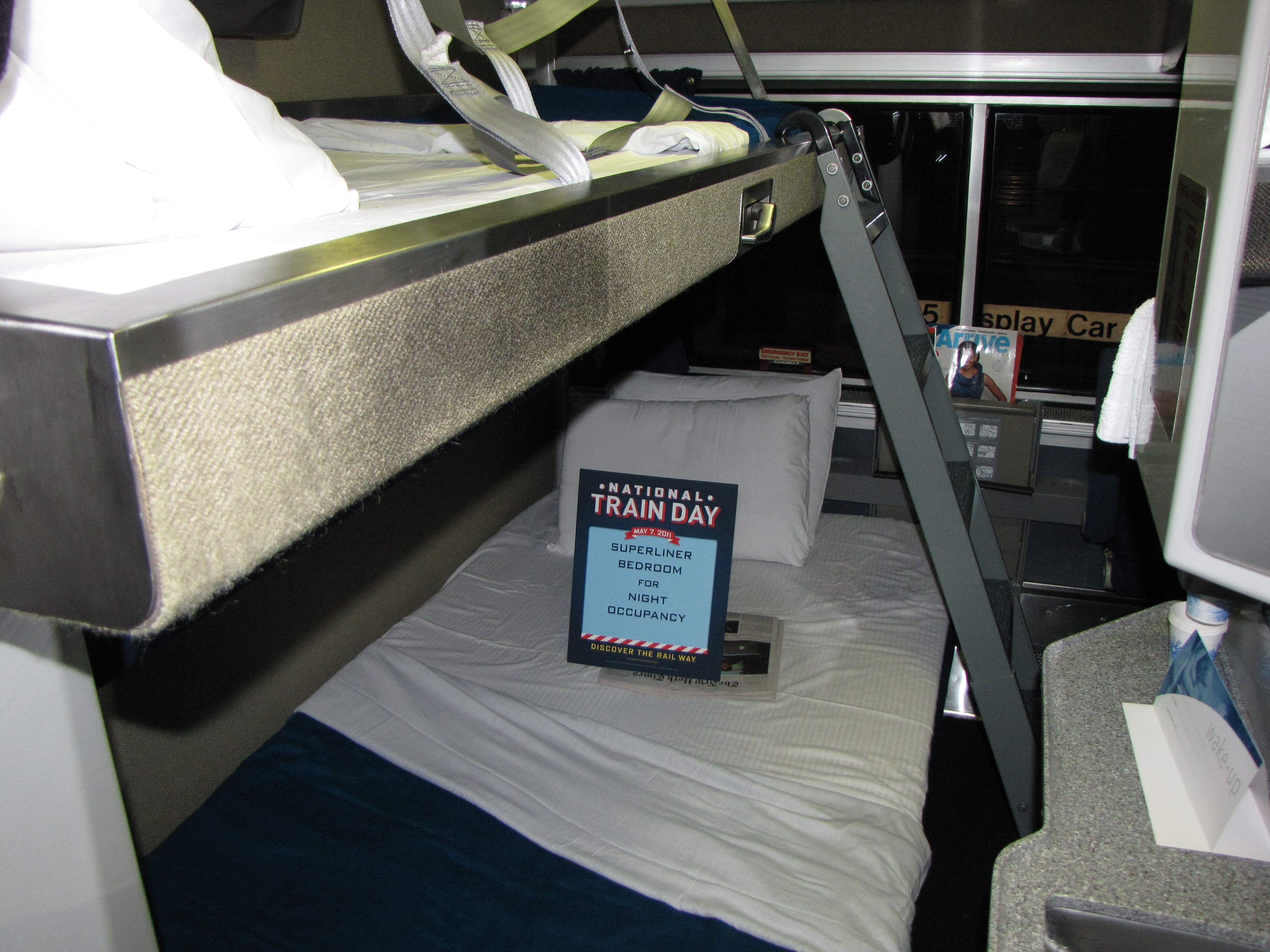
Schlafabteil in Nachtstellung

Superliner-Coaches (Sitzwagen) haben im Normalfall 74 Sitzplätze, von denen 62 im Oberdeck in der Anordnung 2+2 mit einem Sitzreihenabstand von 1,27 m angeordnet sind. Im Unterdeck befinden sich 12 Plätze, ein Rollstuhlbereich, Toiletten und der Einstiegsraum. Der größte Teil des unteren Stockwerks dient der Gepäckbeförderung. Einige Wagen haben stattdessen im Unterdeck einen großen Gepäckraum für aufgegebenes Gepäck, einen Kinderspielbereich oder einen reservierten Sitzbereich der Business Class.
Die meisten Schlafwagen (Sleeper) bieten insgesamt 44 Plätze. Sie haben im Oberdeck fünf große Zweibettabteile mit eigenem WC/Dusche (Bedrooms) und zehn kleine Zweibettabteile (Roomettes), im Unterdeck ein Familienabteil (mit vier Betten, davon zwei für Kinder), ein behindertengerechtes Zweibettabteil, vier Roomettes sowie Toiletten, eine Dusche und Gepäckregale. Die Familien- und Behindertenabteile nehmen die gesamte Wagenbreite ein. Die großen Zweibettabteile können auch von einer erwachsenen Person mit zwei Kindern belegt werden; es ist möglich, zwei große Zweibettabteile zu einer Suite zu verbinden.
Neben den regulären Schlafwagen gibt es auch als Transition sleeper bezeichnete Wagen mit einem Wagenübergang auf normaler Höhe an einem Ende, die einen Einsatz zusammen mit einstöckigen Wagen erlauben. Diese Wagen sind im Oberdeck mit kleinen Zweibettabteilen (Roomettes) ausgerüstet und dienen überwiegend dem Zugpersonal als Unterkunft. Im Unterdeck befinden sich ein behindertengerechtes Schlafabteil und ein Pausenraum für das Zugpersonal. Planmäßig werden keine Züge aus Superlinern und einstöckigen Sitz- oder Schlafwagen gebildet, so dass die Transitionwagen in der Regel mit Gepäckwagen gekuppelt werden.

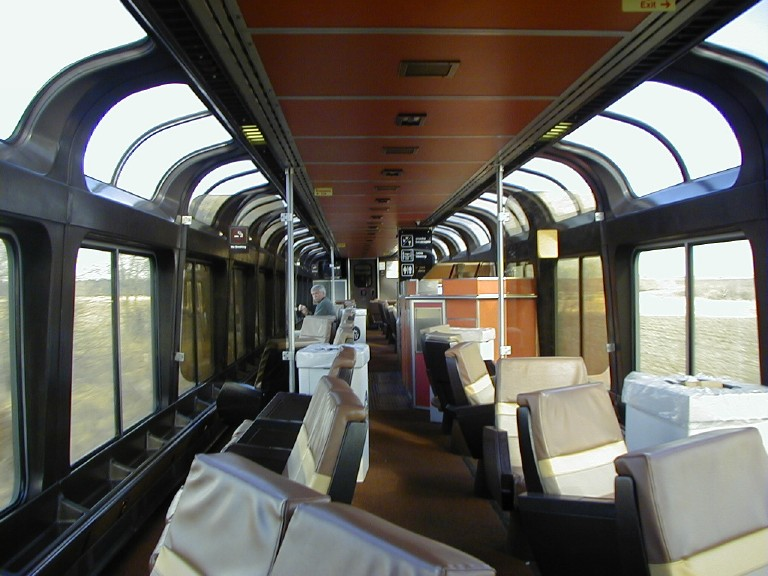
Oberdeck eines Superliner-Loungewagens

Lounge cars können von Coach- und Schlafwagenpassagieren genutzt werden. Diese sind oben mit Sesseln und großen Panoramafenstern versehen, durch die die Reisenden die Landschaft genießen können. Im Unterstock gibt es eine Snackbar und Tische.

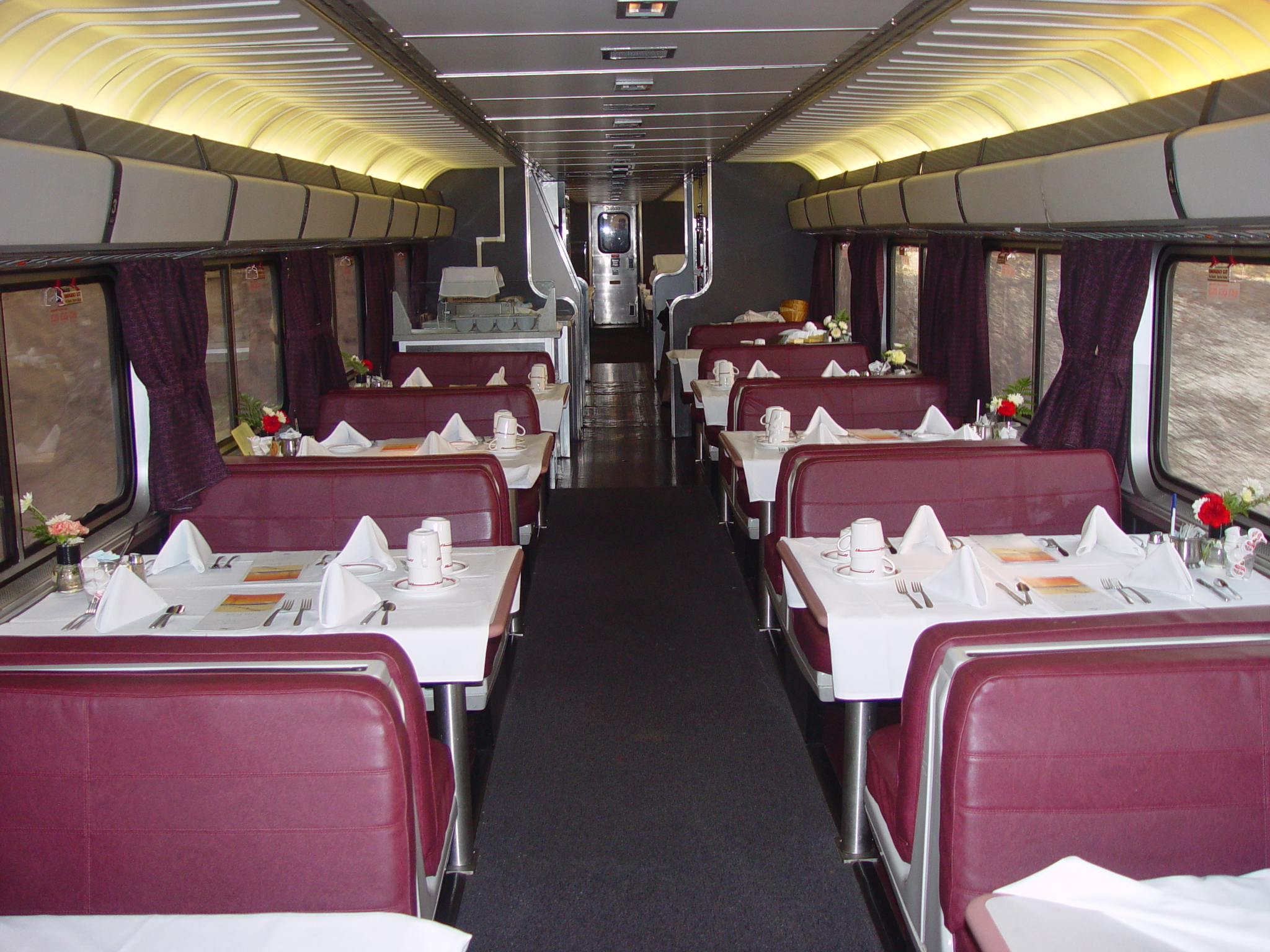
Innenraum des Speisewagens

Bei den Speisewagen (Diner) befindet sich die Küche unten und der Speiseraum oben. Ein Warenaufzug transportiert Speisen und Geschirr zwischen den beiden Ebenen.

## Weiterentwicklungen

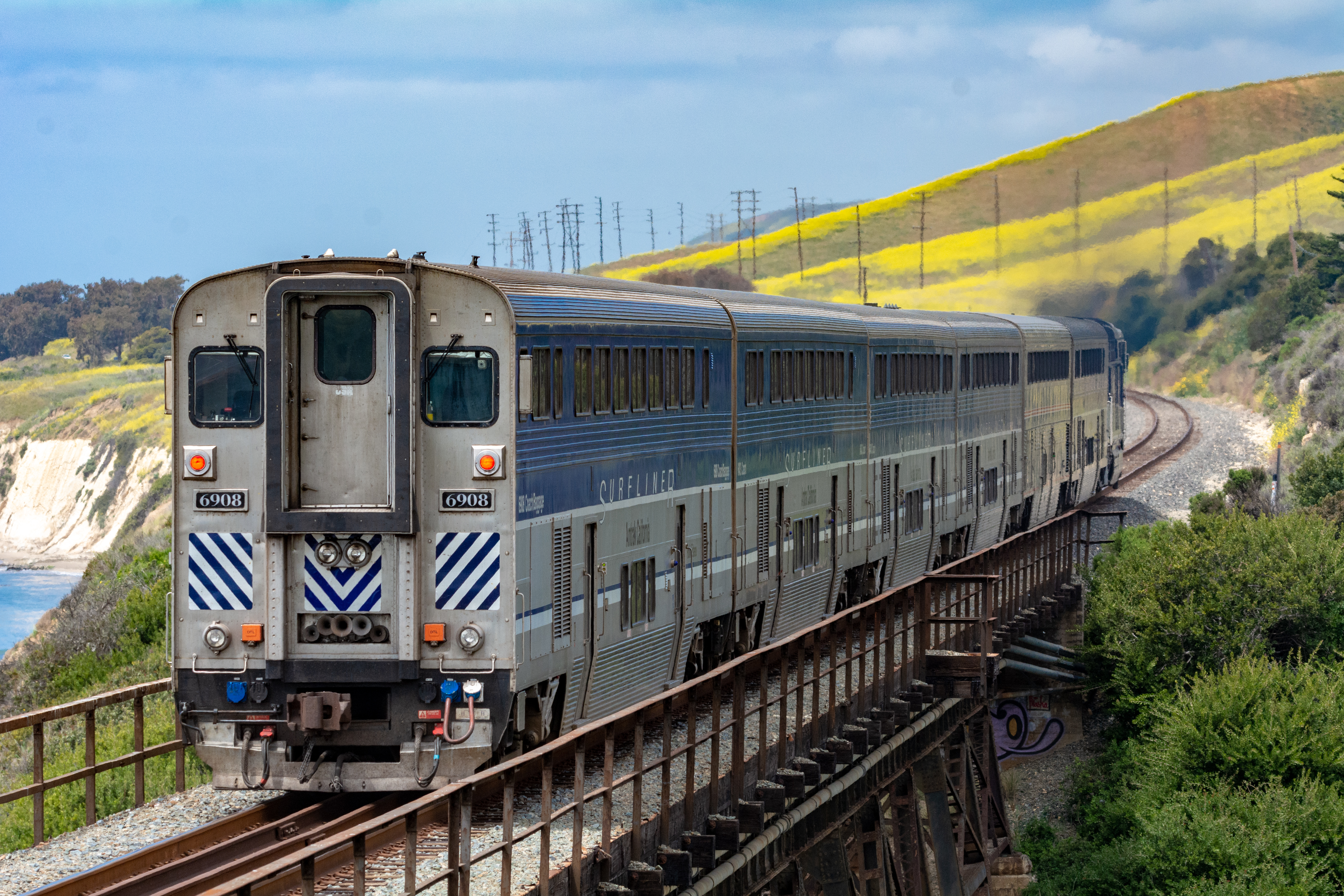
Surfliner-Doppelstockwagen auf dem Pacific-Surfliner-Korridor

Aus dem Grundtyp für den Fernverkehr wurden zwei Wagenserien für den kalifornischen Tagesreiseverkehr abgeleitet. Die Wagen der Typen California Car und Surfliner haben pro Seite zwei Einstiege im Unterdeck und sind wendezugfähig. Sie bieten rund 90 Fahrgästen einen Sitzplatz und haben eine Höchstgeschwindigkeit von 201 km/h (125 mph) beziehungsweise 177 km/h (110 mph). Von 1994 bis 2002 wurden 66 beziehungsweise 62 Wagen gefertigt.